# (1616) Filipoff
(1616) Filipoff ist ein Asteroid des Hauptgürtels, der am 15. März 1950 vom französischen Astronomen Louis Boyer in Algier entdeckt wurde.
Der Asteroid wurde nach dem Astronomen Lionel Filipoff benannt.